# رباعية باستور

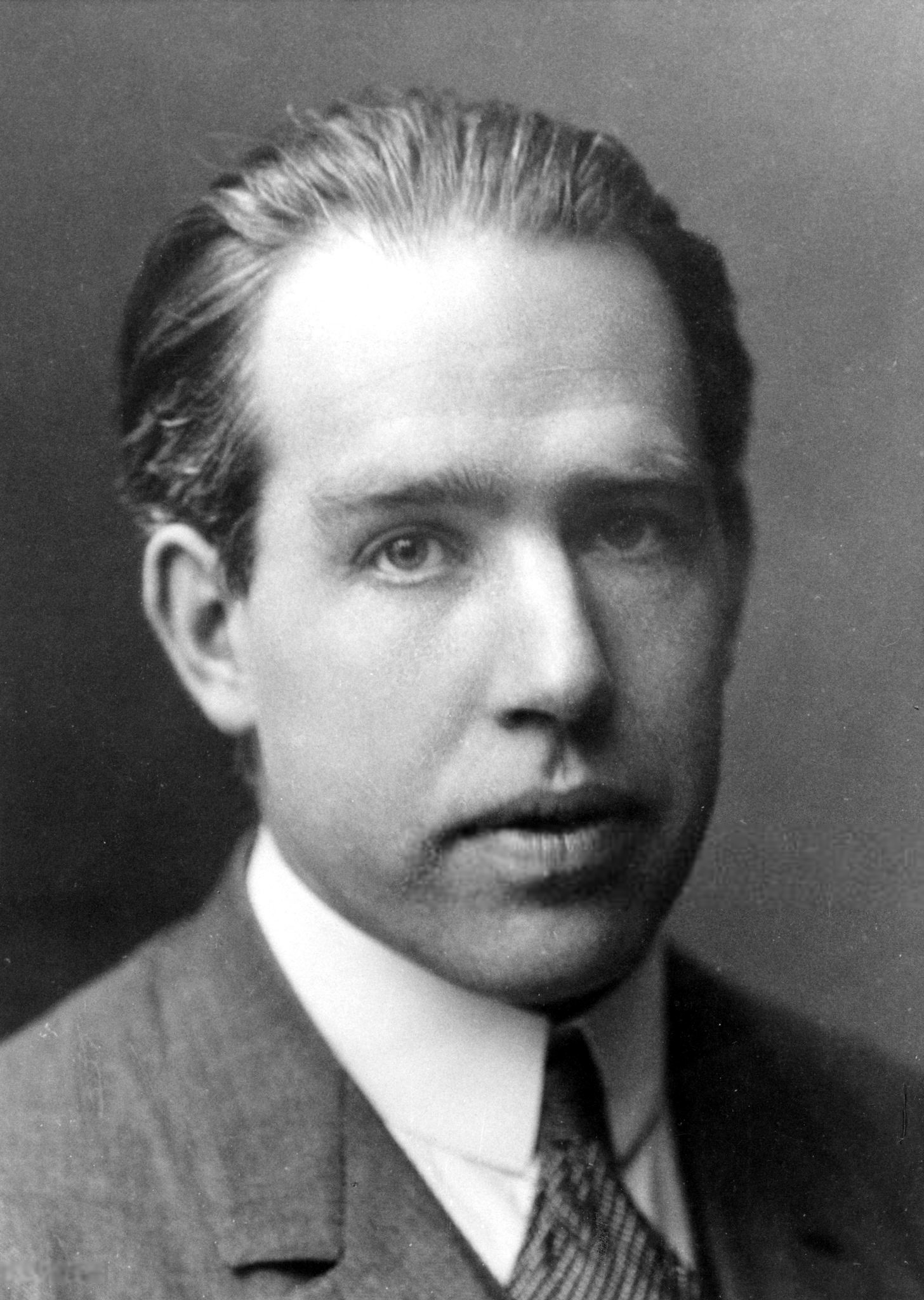

رباعية باستور هو تسمية تعطى للفئة من أساليب البحث العلمي الذي يسعى إلى فهم مشاكل علمية، وفي نفس الوقت يسعى إلى أن تكوين إستنتاجات مفيدة، في نهاية المطاف، إلى المجتمع. وبالتالي تسد الفجوة بين «البحوث الأساسية» و «التطبيقية». وأول من استعمل هذا المصطلح هو دونالد ستوكس في كتابه رباعية باستور.

## بحث صرف وبحث تطبيقي
كما هو موضح في الجدول التالي، يمكن تصنيف البحث العلمي من ناحية سعيه لترقي المعرفة الإنسانية الأساسية لفهم الطبيعة، أو ما إذا كان يسعى لحل مشاكل فورية:
| البحث عن فهم أساسي؟ | نعم | بحث صرف وأساسي بحث (وهر) | بحث صرف وأساسي مفيد (باستور) |
| البحث عن فهم أساسي؟ | كلا | –                        | بحث تطبيقي صرف (إديسون)      |
|                     |     | كلا                      | نعم                          |
| اعتبارات الاستخدام؟ |     |                          |                              |

فتكون النتيجة ثلاث فئات متميزة من البحوث:
1. البحوث الأساسية الصرفة (والتي تجسدت في أعمال نيلز بوهر، عالم الفيزياء الذرية في وقت مبكر من القرن 20).
2. البحوث التطبيقية البحتة (والتي تجسدت في أعمال المخترع توماس أديسون).
3. تطبيقات مستوحاة من البحوث الأساسية (التي توصف هنا «برباعية باستور»).